# التصويت في سويسرا

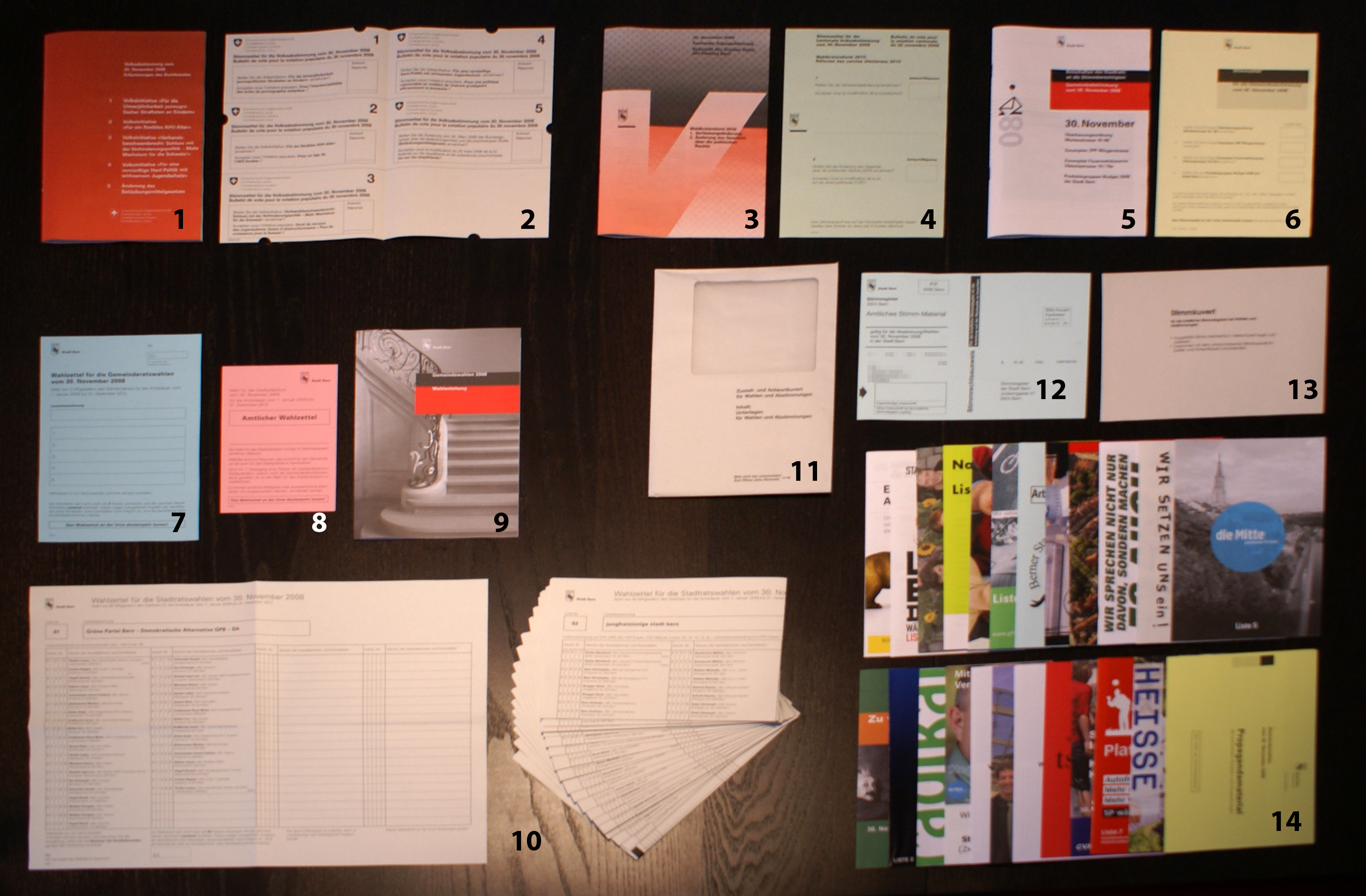

التصويت في سويسرا هو العملية التي يتخذ من خلالها المواطنون السويسريون قرارات بشأن الحكم وينتخبون المسؤولين. تُفتح مراكز الاقتراع في أيام السبت وصباحات الأحد، ولكن يصوّت معظم الأشخاص بالبريد مقدمًا. ينتهي التصويت في ظهر يوم الأحد، وتُعرف النتائج عادةً خلال فترة ما بعد الظهر.
نظام التصويت في سويسرا فريد من نوعه بين الدول الديمقراطية الحديثة، إذ تمارس سويسرا الديمقراطية المباشرة بالتوازي مع الديمقراطية التمثيلية، ولهذا السبب يُعرف النظام السويسري بامتلاكه ديمقراطية شبه مباشرة. تسمح الديمقراطية المباشرة لأي مواطن بالطعن في أي قانون يوافق عليه البرلمان، أو باقتراح تعديل للدستور الفدرالي في أي وقت. بالإضافة إلى ذلك، في معظم كانتونات سويسرا، تُدلى جميع الأصوات باستخدام بطاقات الاقتراع الورقية التي يجري عدها يدويًا. على المستوى الفدرالي، يمكن تنظيم التصويت من أجل:
- الانتخابات (انتخاب الجمعية الاتحادية)
- الاستفتاءات الإلزامية (تصويت على تعديل للدستور من قبل الجمعية الاتحادية)
- الاستفتاءات الاختيارية (استفتاء على قانون سبق أن قبلته الجمعية الاتحادية وجمع 50,000 توقيع من المعارضين)
- المبادرات الشعبية الاتحادية (تصويت على تعديل للدستور من قبل المواطنين جمع 100,000 توقيع من المؤيدين)

يحصل تصويت على قضايا مختلفة في ما يقارب أربع مرات في السنة، وتشمل هذه القضايا كلًا من المبادرات والاستفتاءات، التي يصوّت فيها الناس مباشرة على السياسات، وكذلك الانتخابات، التي يصوّت فيها العامة للمسؤولين. يجري التصويت على القضايا الفدرالية والكانتونية والبلدية في وقت واحد، وتُدلى أغلبية الأصوات عبر البريد. بين يناير عام 1995 ويونيو عام 2005، صوت المواطنون السويسريون 31 مرة للإجابة على 103 أسئلة اتحادية، بالإضافة إلى العديد من الأسئلة المتعلقة بالكانتونات والبلديات (خلال نفس الفترة، شارك المواطنون الفرنسيون في استفتاءين فقط).
الموضوعات الأكثر شيوعًا هي القضايا الاجتماعية (مثل الرفاهية، والرعاية الصحية، وسياسة المخدرات)، والبنية التحتية العامة (مثل النقل العام ومشاريع البناء)، والقضايا البيئية (مثل البيئة وحماية الطبيعة)، والاقتصاد والمالية العامة (بما في ذلك الضرائب)، والهجرة، واللجوء، والتعليم، بل وأيضًا حول الثقافة، والإعلام، ونظام الدولة، والشؤون الخارجية، والقضايا العسكرية؛ وذلك على أي من المستويات السياسية الثلاث!
شهد إقبال الناخبين في الانتخابات البرلمانية انخفاضًا مستمرًا منذ سبعينيات القرن العشرين، ووصل إلى أدنى مستوى على الإطلاق بنسبة 42.2% في عام 1995. لكن في السنوات الأخيرة، شهدت مشاركة الناخبين نموًا بطيئًا مرة أخرى وبلغت 48.5% في عام 2011.
بلغ متوسط الإقبال على الاستفتاءات 49.2% في عام 2011. تؤدي المبادرات الشعبية الاتحادية ذات المناشدة العامة الضئيلة في بعض الأحيان إلى مشاركة أقل من 30% من الناخبين، ولكن شهدت القضايا المثيرة للجدل، مثل الإلغاء المُقترح للجيش السويسري أو احتمال انضمام سويسرا إلى الاتحاد الأوروبي، نسبة إقبال تزيد عن 60%. 

## إجراءات التصويت
يمكن إجراء التصويت من خلال الفرز اليدوي، أو إرسال بطاقات الاقتراع بالبريد، أو زيارات مراكز الاقتراع، أو التصويت عبر الإنترنت كما في الآونة الأخيرة.
حتى عام 1971، عاقبت بعض الكانتونات المواطنين لعدم التصويت (بغرامة تعادل 3 دولارات). ما يزال التصويت إلزاميًا في كانتون شافهوزن، وهذا أحد أسباب ارتفاع نسبة الإقبال هناك عنها في باقي البلاد عادةً.
لا توجد آلات تصويت في سويسرا، وتُحتسب جميع الأصوات باليد. تجنّد كل بلدية بشكل عشوائي عددًا من المواطنين ليعدّوا بطاقات الاقتراع، لكن أصبحت العقوبات على عصيان هذا الواجب نادرة. بعد أن يفرز الأشخاص بطاقات الاقتراع (على سبيل المثال إلى «نعم» و«لا»)، يُحتسب العدد الإجمالي لأصوات «نعم» و«لا» إما يدويًا أو بواسطة عدادات آلية في المدن الكبرى (مثل تلك المستخدمة في المصارف لحساب الأوراق النقدية)؛ أو تُوزن بطاقات الاقتراع بميزان دقيق. يُنجز فرز الأصوات عادةً في غضون خمس أو ست ساعات، ولكن في المدن الكبيرة، مثل زيورخ أو جنيف، قد يستغرق فرز الأصوات في الانتخابات البرلمانية وقتًا أطول.

### بطاقات الاقتراع البريدية
لا يُطلب من الناخبين التسجيل قبل الانتخابات في سويسرا. نظرًا إلى أنه يجب على كل شخص يعيش في الدولة (كل من السويسريين والأجانب) التسجيل لدى البلدية في غضون أسبوعين من الانتقال إلى مكان جديد، فإن البلديات تعرف عناوين مواطنيها. قبل شهرين تقريبًا من تاريخ الاقتراع، يرسلون للناخبين رسالة تحتوي على مظروف (عليه كلمة «بطاقات الاقتراع»)، مع بطاقة الاقتراع نفسها، وكتيبًا صغيرًا لإبلاغهم بالتغييرات المُقترحة في القانون. يتضمن كتيب الاستفتاءات أيضًا نصوصًا من قبل كل من المجلس الاتحادي ومؤيدي كل استفتاء، ما يسمح لهم بتعزيز موقفهم.
فور ملء الناخب بطاقةَ الاقتراع الخاصة به، توضع هذه البطاقة في مظروف إعادة بشكل مجهول يُقّدم لهم ضمن الطرد أيضًا. بعد ذلك، يُوضع هذا المظروف المجهول مع بطاقة إرسال موقّعة تحدد هوية الناخب في مغلف العودة ثم يُرسل إلى البلدية. إن مغلف العودة في الواقع هو مغلف الشحن نفسه بشريط فتح خاص يسمح بإعادة استخدامه لإعادة إرسال التصويت. يضع العديد من الناخبين، وخاصة في القرى والمدن الصغيرة، مغلف العودة مباشرة في صندوق بريد البلدية. يعيده الآخرون عن طريق البريد، دون دفع رسوم البريد في بعض الكانتونات.
فور استلامها في البلدية، تُفحص بطاقة الإرسال للتحقق من حق الناخب، ثم يوضع مظروف العودة المجهول في صناديق الاقتراع مع جميع الأصوات الأخرى.

### كبائن الاقتراع
لدى الناخبين أيضًا خيار الإدلاء بأصواتهم مباشرة في كبائن الاقتراع. في كبائن الاقتراع، يصوت الناخبون على بطاقات الاقتراع التي حصلوا عليها سابقًا في البريد ويسلمونها في إحدى الكبائن. ولكن، بعد إدخال التصويت البريدي، لا يستخدم معظم المواطنين السويسريين هذه الخدمة. تتردد على مراكز الاقتراع عادة المنظمات التي تجمع التوقيعات للمبادرات الشعبية الاتحادية.